# John W. Stone

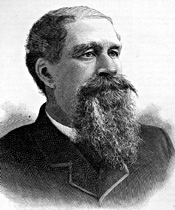
John W. Stone

John Wesley Stone (* 18. Juli 1838 in Wadsworth, Medina County, Ohio; † 24. März 1922 in Lansing, Michigan) war ein US-amerikanischer Jurist und Politiker. Zwischen 1877 und 1881 vertrat er den Bundesstaat Michigan im US-Repräsentantenhaus.

## Werdegang
John Stone besuchte die öffentlichen Schulen seiner Heimat und die Spencer Academy. Im Jahr 1856 zog er in das Allegan County im Staat Michigan. Dort wurde er in den Jahren 1860 und 1862 zum County Clerk gewählt. Nach einem Jurastudium und seiner im Jahr 1862 erfolgten Zulassung als Rechtsanwalt begann er in seinem neuen Beruf zu arbeiten. Zwischen 1864 und 1870 fungierte Stone als Staatsanwalt im Allegan County. 1872 war er Ortsvorsteher der Gemeinde Allegan. Von 1873 bis 1874 übte Stone das Amt des Richters im 20. Gerichtsbezirk von Michigan aus. Anschließend zog er nach Grand Rapids, wo er als Anwalt praktizierte.
Politisch war Stone Mitglied der Republikanischen Partei. Bei den Kongresswahlen des Jahres 1876 wurde er im fünften Wahlbezirk von Michigan in das US-Repräsentantenhaus in Washington, D.C. gewählt, wo er am 4. März 1877 die Nachfolge von William B. Williams antrat. Nach einer Wiederwahl im Jahr 1878 konnte er bis zum 3. März 1881 zwei Legislaturperioden im Kongress absolvieren. Im Jahr 1880 verzichtete er auf eine weitere Kandidatur.
Im Jahr 1882 wurde Stone von Präsident Chester A. Arthur zum Bundesstaatsanwalt für den westlichen Teil des Staates Michigan ernannt. 1887 zog Stone nach Houghton, wo er wieder als Anwalt arbeitete. Zwischen 1890 und 1909 war er Richter im 25. Bezirk seines Staates. Von 1909 bis zu seinem Tod gehörte er Michigan Supreme Court an. Er starb am 24. März 1922 in Lansing.